# 3É busz (Budapest)
A budapesti 3É jelzésű éjszakai autóbusz a Móricz Zsigmond körtér és Nagytétény, MÁV-állomás között közlekedett. A vonalat a Budapesti Közlekedési Rt. üzemeltette.

## Története
1985. január 1-jén a megszűnő 43-as éjszakai busz és a 47É villamos helyett 3-as jelzéssel indítottak új járatot a Móricz Zsigmond körtér és Nagytétény között, mely rövid időn belül a 3É jelzést kapta. 2005. szeptember 1-jén megszűnt, helyette a hosszabb útvonalon közlekedő 973-as buszt indították el.

## Útvonala
| Nagytétény, MÁV-állomás felé | Móricz Zsigmond körtér felé |
| --- | --- |
| Móricz Zsigmond körtér vá. – Karinthy Frigyes út – Bercsényi utca – Október huszonharmadika utca – Fehérvári út – felüljáró – Leányka utca – Kossuth Lajos utca – Nagytétényi út – Nagytétény, MÁV-állomás vá. | Nagytétény, MÁV-állomás vá. – Nagytétényi út – Mária Terézia utca – Leányka utca – felüljáró – Fehérvári út – Móricz Zsigmond körtér vá. |

## Megállóhelyei
| 0  | Móricz Zsigmond körtér végállomás                             | 24 | 6É, 40É, 49É, 72É, 153É |
| 1  | Fehérvári út (↓) Szakorvosi rendelő (↑)                       | 23 | 6É                      |
| 3  | Bártfai utca (↓) Hauszmann Alajos utca (↑)                    | 21 |                         |
| 5  | Hengermalom út                                                | 19 |                         |
| 6  | Andor utca (↓) Galvani utca (↑)                               | 18 |                         |
| 8  | Albertfalva utca (↓) Építész utca (↑)                         | 17 |                         |
| 9  | Fonyód utca (↓) Vegyész utca (↑)                              | 16 |                         |
| 10 | Forgalmi utca                                                 | 15 |                         |
| 11 | Leányka utca                                                  | 14 |                         |
| 12 | Savoyai Jenő tér                                              | 13 |                         |
| 13 | Városház tér                                                  | 12 |                         |
| 14 | Tóth József utca                                              | 11 |                         |
| 15 | Vágóhíd utca                                                  | 10 |                         |
| 16 | József Attila utca                                            | 9  |                         |
| 17 | Háros utca                                                    | 9  |                         |
| 18 | Jókai Mór utca                                                | 8  |                         |
| 19 | Lépcsős utca                                                  | 7  |                         |
| 20 | Budatétényi sorompó                                           | 6  |                         |
| 21 | Dózsa György út                                               | 5  |                         |
| 22 | Tenkes utca                                                   | 4  |                         |
| 23 | Bartók Béla út                                                | 3  |                         |
| 24 | Petőfi Sándor utca (Kastélymúzeum) (↓) Petőfi Sándor utca (↑) | 2  |                         |
| 25 | Szabadság utca                                                | 2  |                         |
| 25 | Angeli utca                                                   | 1  |                         |
| 26 | Akó utca (↓) Vasút utca (↑)                                   | 1  |                         |
| 27 | Nagytétény, MÁV-állomás végállomás                            | 0  |                         |